# نهائي كأس الكؤوس الإفريقية 1996
نهائي كأس الكؤوس الأفريقية لعام 1996، منافسة مكونة من مبارتان ذهاباً وإياباً جمعت بين فريقي إي سي سوديجراف من زائير ووالمقاولون العرب من مصر، واستضاف إي سي سوديغراف مباراة الذهاب في ستاد ديس الشهداء في كينشاسا في 24 نوفمبر 1996، بينما استضافت مباراة المقاولون العرب في استاد القاهرة الدولي في القاهرة في 8 ديسمبر 1996.
وفاز المقاولون العرب بنتيجة 4-0 في مجموع المباراتين، ليحثث لقبه الثالث في هذه البطولة، وليحصل على حق المشاركة في كأس السوبر الأفريقي 1997 ضد الفريق المصري الآخر الزمالك الفائز ببكأس أفريقيا للأندية الأبطال 1996 .